# Dub v Dienzenhoferových sadech
Dub v Dienzenhoferových sadech  v Praze na Smíchově je dominantou nevelkých sadů, které jsou na předmostí smíchovské strany Jiráskova mostu. Přestože je park ze všech stran obklopen rušnou automobilovou dopravou, je asi 160 let starý dub letní (Quercus robur) rostoucí v jeho rohu, přímo proti mostu, ve velmi dobrém stavu. Vyniká rozložitou korunou s nízko se rozpínajícími větvemi.

## Základní údaje
- rok vyhlášení: 2005[1]
- odhadované stáří: asi 155 let (v roce 2018)[2]
- obvod kmene: 350 cm (2004), 375 cm (2009), 378 cm (2013)
- výška: 17 m (2004), 20 m (2009)
- výška koruny: 15 m (2004), 18,5 m (2009)
- šířka koruny: 18 m (2004), 23 m (2009)

## Stav stromu
Strom roste v prostředí silně znečištěném emisemi, přesto je ve velmi dobré kondici a vyžaduje pouze bezpečnostní řez kvůli frekventovanému okolí.

## Další zajímavosti
Dienzenhoferovy sady jsou pojmenovány po Kiliánovi Ignáci Dientzenhoferovi, který v těchto místech postavil v roce 1735 barokní pavilon – řádový dispenzář jezuitů. Ten byl kvůli stavbě mostu roku 1930 stržen. Později tu byla až do roku 1898 univerzitní botanická zahrada, ta pak byla přemístěna na nové místo Na Slupi (dnešní Botanická zahrada Univerzity Karlovy). Terén ve staré zahradě byl v rámci protipovodňových opatření zvýšen. Dub byl možná vysazen až při těchto terénních úpravách, ale i tak může být stále živou připomínkou nejstarší pražské botanické zahrady.
Dalším zajímavým prvkem v parku je novodobá kašna. Asi 750 metrů za hlavním vchodem do zahrady Kinských je mohutný památný platan. Nejbližší zastávky pražské MHD jsou Arbesovo náměstí, nebo Jiráskovo náměstí na druhé straně mostu.